# Cytheropteron dominicanum
Cytheropteron dominicanum är en kräftdjursart som beskrevs av Bold 1988. Cytheropteron dominicanum ingår i släktet Cytheropteron och familjen Cytheruridae. Inga underarter finns listade i Catalogue of Life.